# 斯利文峰

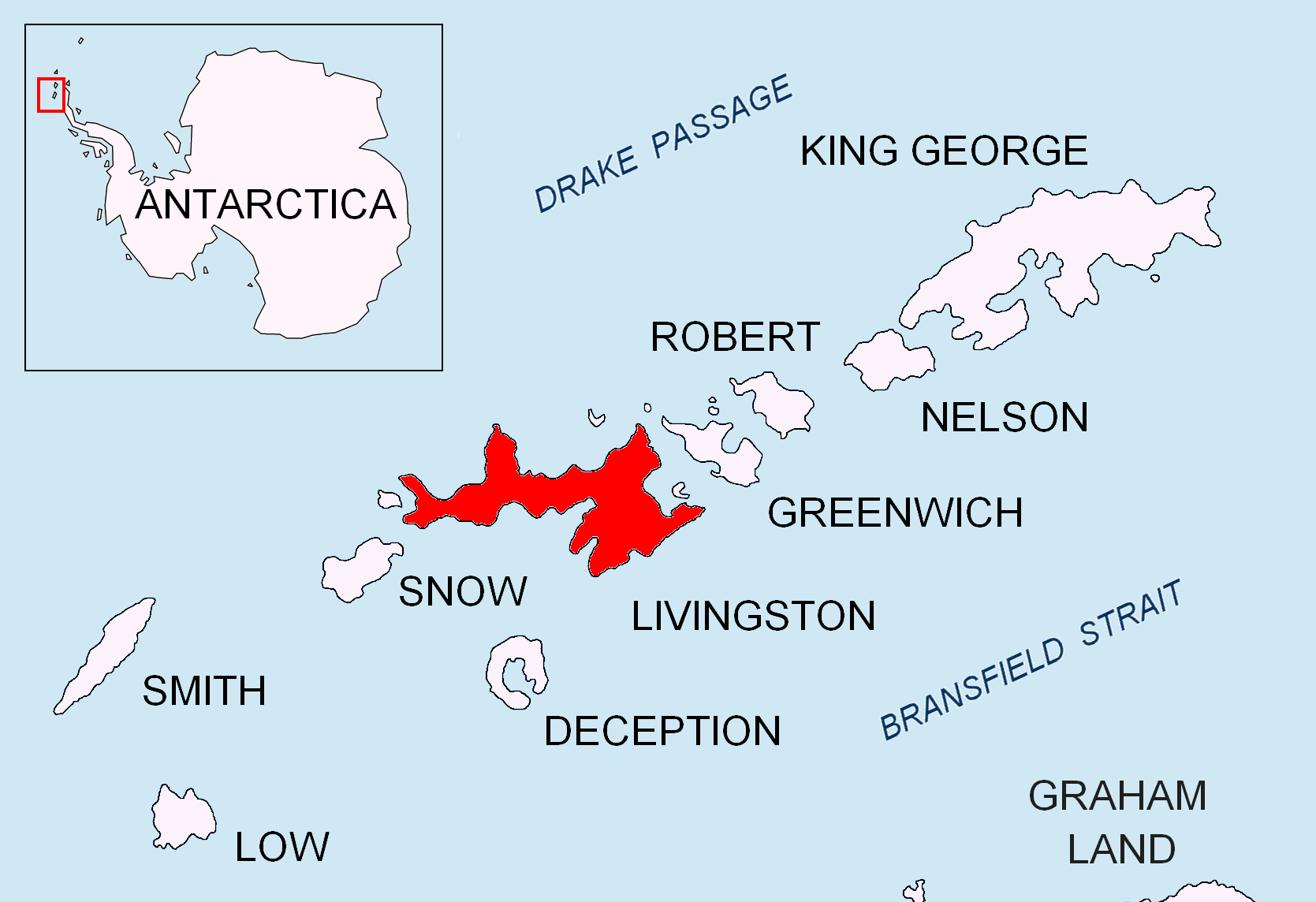

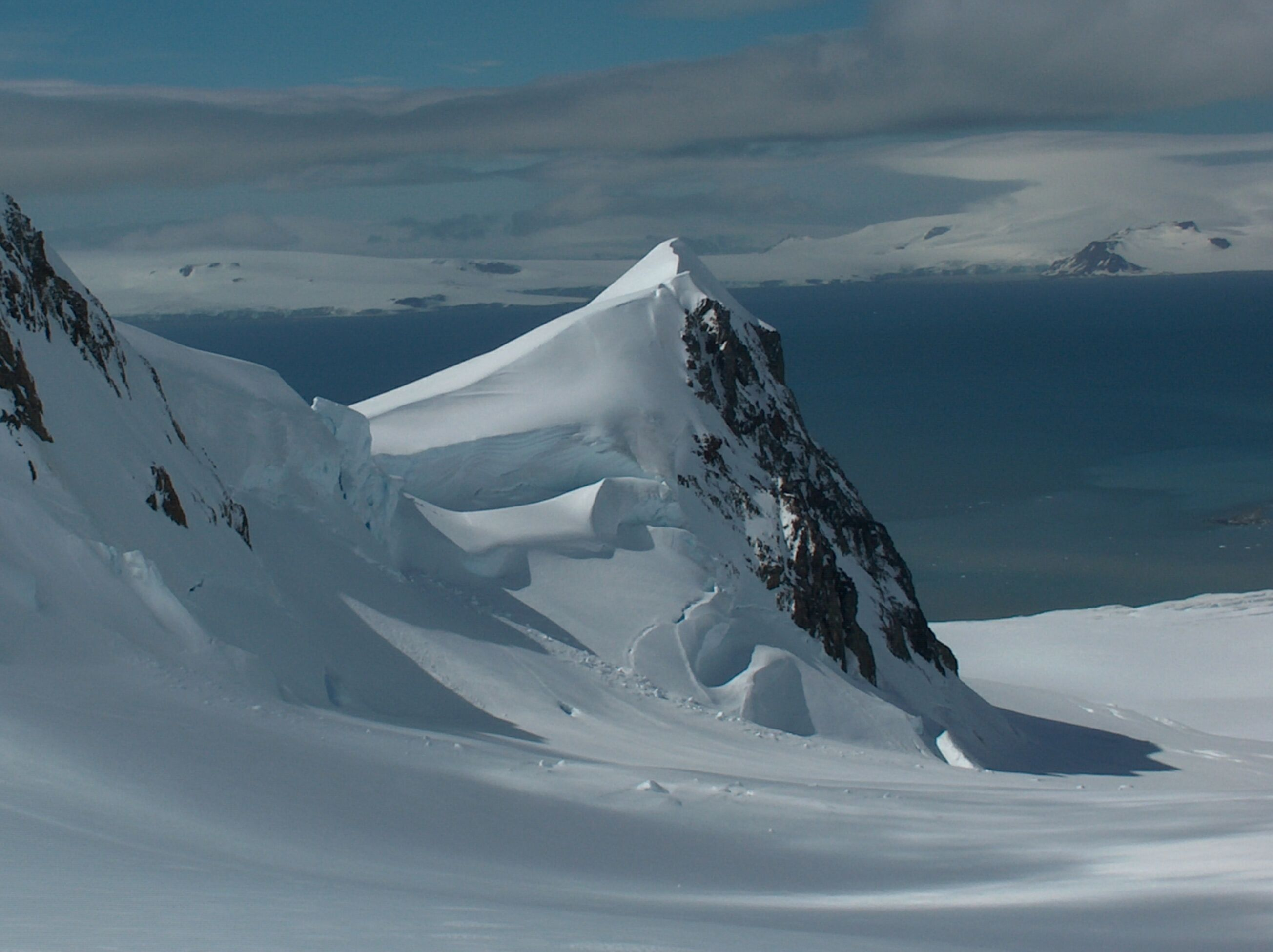

斯利文峰（英語：Sliven Peak）是南極洲的山峰，屬於梅爾尼克嶺的一部分，處於梅爾尼克峰以東1.27公里、萊斯利山東南面5.3公里、珀佩雷克海穹以南5.77公里、辛德爾角西南面2.95公里和阿塔納索夫冰原島峰以北1.68公里，該山峰以保加利亞的城鎮命名。

## 外部連結
- SCAR Composite Gazetteer of Antarctica（页面存档备份，存于）.

62°36′03.5″S 60°07′42″W / 62.600972°S 60.12833°W